# Luca D'Ascanio
Luca D'Ascanio (L'Aquila, 1961) è un regista e sceneggiatore italiano.

## Biografia
Luca D'Ascanio inizia la sua carriera cinematografica nei primi anni '90 come sceneggiatore sia per il cinema sia per la televisione. Tra i film ha lavorato in Le donne non vogliono più di Pino Quartullo, con cui ottiene una candidatura alla miglior sceneggiatura al Globo d'oro, L'estate di Bobby Charlton di Massimo Guglielmi e Carogne di Enrico Caria. Tra le serie TV vanno ricordate Un commissario a Roma e Sotto il cielo d'Africa.
Bell'amico (2002) è il suo primo film da regista e gli vale il Premio della giuria al Miglior film al Monte-Carlo Film Festival de la Comédie e due candidature al Nastro d'argento come miglior regista esordiente e miglior soggetto.

## Filmografia

### Regista
- 80 mq - Ottantametriquadri (1993) (episodio Ciao amore)
- Intolerance (1997) (episodio Il negro cancellato)

### Sceneggiatore
- Exit, regia di Pino Quartullo e Stefano Reali - cortometraggio (1985)
- Un commissario a Roma, regia di Luca Manfredi e Ignazio Agosta - Serie TV, episodi 1x01, 1x05, 1x06, 1x07, 1x09, 1x010 (1993)
- Le donne non vogliono più, regia di Pino Quartullo (1993)
- De Generazione, regia di Andrea Prandstraller - segmento India 21 (1994)
- L'estate di Bobby Charlton, regia di Massimo Guglielmi (1995)
- Carogne, regia di Enrico Caria (1995)
- Donna, regia di Gianfranco Giagni - miniserie TV, 6 episodi (1996)
- Sotto il cielo d'Africa, regia di Ruggero Deodato - Serie TV, 10 episodi (1999)
- Tequila & Bonetti, regia di Maurizio Dell'Orso - Serie TV (2000)
- Le giraffe, regia di Claudio Bonivento (2000)
- Codice rosso, regia di Monica Vullo e Riccardo Mosca - Serie TV, episodio 1x09 Tenebre (2006)
- Fratelli detective, regia di Rossella Izzo - Serie TV, 1 episodio (2011)
- Patria, regia di Felice Farina (2014)

### Regista e Sceneggiatore
- Il negro scancellato - cortometraggio (1996)
- Bell'amico (2002)
- Una commedia italiana che non fa ridere - cortometraggio (2012)

## Riconoscimenti
- Globo d'oro
  - 1994: Candidatura alla Miglior sceneggiatura – Le donne non vogliono più

- Monte-Carlo Film Festival de la Comédie
  - 2002: Premio della giuria al Miglior film per Bell'amico

- Nastro d'argento
  - 2004: Candidatura al Miglior regista esordiente – Bell'amico
  - 2004: Candidatura al Miglior soggetto – Bell'amico